# Титов, Евгений Афанасьевич
Евгений Афанасьевич Титов (род. 6 июня 1929, Канаш, Чувашская АССР — 9 сентября 2022, Москва, Россия) — советский конструктор и изобретатель, кандидат технических наук (1963). Лауреат Ленинской премии.

## Биография
Сын Афанасия Титовича и Прокопьевой Марии Прокопьевны.
В 1952 году окончил Ленинградский институт авиационного приборостроения (ныне — ГУАП).
Один из основных разработчиков Радиолокационной станции «Ангара».
Главный конструктор ЗРК С-300Ф (с 1982).
Участвовал в разработке зенитного ракетного комплекса «Кинжал» («Клинок»).

## Семья
Жена (с 13 июня 1959, Москва) — Прунова Валентина Серафимовна (род. 1939).
Дети: 
- Ольга, по мужу Киевская (род. 3 февраля 1961), её муж — Киевский Сергей Анатольевич (род. 13 июля 1962), 
  - внук — Киевский Даниил Сергеевич (род. 14 апреля 1988);
- Юлия (род. 3 марта 1967), 
  - внук — Эрик-Филипп Эрнандес (род. 5 июля 1993);
- Галина (род. 1972).

## Награды
- Ленинская премия (1959) — за разработку радиолокационной станции «Ангара»[2];
- Государственная премия СССР (1978);
- орден Ленина (1984) — за разработку комплекса С-300Ф;
- 4 медали.